# Dimitrije Davidović
Dimitrije Davidović (Aleksandrovac, 21 maggio 1940) è un allenatore di calcio ed ex calciatore jugoslavo con cittadinanza belga naturalizzato serbo, di ruolo difensore e centrocampista.
Nato ad Aleksandrovac, Davidovic ha giocato in Yugoslavia, Stati Uniti d'America, Paesi Bassi e Belgio. Come allenatore ha svolto la sua attività in Belgio, Arabia Saudita, E.A.U. ed Ungheria.

## Carriera

### Calciatore
Dal 1962 al 1967 Davidovic ha militato nel Partizan Belgrado, con cui vince al suo debutto in prima squadra la Prva Liga 1962-1963 mentre venne eliminato al primo turno della Coppa dei Campioni 1962-1963. La stagione seguente fu chiusa al quinto posto in campionato mentre il cammino nella Coppa dei Campioni 1963-1964 si interruppe ai quarti di finale. Nella stagione 1964-1965 Davidovic con il Partizan vinse il suo secondo campionato. La stagione seguente, pur chiusa all'undicesimo posto in campionato, vide il Partizan di Davidovic raggiungere la finale della Coppa dei Campioni 1965-1966, alla quale però non prese parte, che vide prevalere gli spagnoli del Real Madrid.
Nell'ultima stagione tra le file del Partizan, Davidovic ottenne il terzo posto finale.
Nell'estate 1967 viene ingaggiato dagli statunitensi dell'Oakland Clippers, con cui vince la NPSL I, progenitrice insieme alla USA, della più nota NASL. L'anno dopo sempre con i Clippers disputa la prima edizione della NASL, chiusa al secondo posto della Pacific Division.
Chiusa l'esperienza americana, dopo aver giocato alcune amichevoli con i Clippers nel 1969, torna in Europa per giocare con gli olandesi del NEC Nimega, di cui diverrà anche capitano.
Con il NEC nell'Eredivisie 1969-1970 ottiene l'undicesimo posto finale, mentre l'anno seguente l'ottavo.
Nella stagione 1971-1972 si trasferisce in Belgio per giocare nel Lierse, con cui ottiene il settimo posto in campionato e raggiunge i quarti di finale della Coppa UEFA 1971-1972. L'anno seguente ottenne il nono posto finale, a cui seguì un penultimo posto nella Division I 1973-1974 evitando però la retrocessione in cadetteria grazie al primo posto ottenuto nel mini-torneo di promozione/retrocessione. La stagione 1974-1975 venne conclusa al settimo posto, a cui seguì il nono in quella seguente ed il decimo in quella successiva. Nell'ultima stagione con il Lierse Davidovic ottenne il quarto posto finale.
Nel 1978 torna negli Stati Uniti d'America per giocare con il San Jose Earthquakes, ottenendo il quarto ed ultimo posto della Western Division dell'American Conference nella North American Soccer League 1978.

### Allenatore
Lasciato il calcio giocato Davidovic diviene allenatore. La prima esperienza la matura sulla panchina dell'Anversa, con cui esordisce nella stagione 1980-1981 ottenendo il nono posto finale, a cui seguirono un quinto nel 1982 ed il terzo nel 1983, guadagnando così l'accesso alla Coppa UEFA.
Nel 1983 passa ad allenare il Lokeren con cui ottiene il decimo posto della Division I 1983-1984, medesimo piazzamento ottenuto l'anno dopo.
Nella stagione 1985-1986 passa alla guida del Kortrijk, con cui ottiene il quindicesimo posto finale.
Terminata dopo solo un anno l'esperienza al Kortrijk, Davidovic diventa nel 1986 l'allenatore del Beerschot, con cui ottiene il nono posto della Division I 1986-1987. Nel 1988 chiuse invece la stagione al tredicesimo posto.
Nel 1988 Davidovic ritorna al Lierse come allenatore dopo la lunga esperienza come calciatore nelle file giallo-nere, ottenendo il decimo posto della Division I 1988-1989.
Nel 1989 Davidovic torna ad allenare l'Anversa, ottenendo il quarto posto nella Division I 1989-1990, guadagnando così l'accesso alla Coppa UEFA. Il cammino nella Coppa UEFA 1990-1991 si interruppe immediatamente ai trentaduesimi di finale mentre in campionato ottenne il settimo posto finale.
Nel 1991 lascia il Belgio per trasferirsi negli Emirati Arabi Uniti per guidare l'Al-Wasl Sports Club. Davidovic con il suo nuovo club vince la UAE Football League 1991-1992. L'anno dopo raggiunge le semifinali della Campionato d'Asia per club 1992-1993, vincendo poi la finalina per il terzo posto contro il Verdy Kawasaki mentre in campionato chiude la stagione al secondo posto.
Nel 1994 Davidovic torna in Europa per allenare gli ungheresi dell'Honvéd, con cui ottiene il quarto posto della Nemzeti Bajnokság I 1994-1995 e viene eliminato ai sedicesimi di finale della Coppa UEFA 1994-1995.
Nel 1996 Davidovic torna in medio oriente, questa volta in Arabia Saudita, per allenare l'Al-Ittihād. Con il club di Gedda vince la Saudi Professional League 1996-1997 e la Coppa della Corona del Principe saudita 1996-1997.
Nel 1997 ritorna negli Emirati Arabi Uniti per allenare lo Sharjah con cui vince la Coppa del Presidente degli Emirati Arabi Uniti 1997-1998 mentre in campionato giunge secondo.
Nel 1998 torna all'Al-Ittihād con cui vince la Saudi Professional League 1998-1999, la Coppa Principe Faysal Bin Fahd e la Coppa delle Coppe dell'AFC 1998-1999. Viene indicato dalla AFC come miglior allenatore dell'anno.
L'anno seguente torna negli Emirati per allenare l'Al-Wahda con cui vince la Coppa del Presidente degli Emirati Arabi Uniti 1999-2000 mentre in campionato giunge terzo. Il cammino nella Campionato d'Asia per club 1999-2000 è invece concluso al primo turno.
Nuovamente tornato all'Al-Itthiad, vince la Saudi Professional League 2000-2001 e la Coppa della Corona del Principe saudita 2000-2001, mentre nelle competizioni internazionali ottiene solo il terzo posto nel girone occidentale del Campionato d'Asia per club 2000-2001.
Nel 2002 diviene l'allenatore di un altro sodalizio di Gedda, l'Al-Ahli, incarico che terrà sino all'anno seguente.
Nel 2005 si trasferisce in Qatar per allenare il Qatar Sports Club, ottenendo il secondo posto della Q-League 2005-2006.
Ritornato per la quarta volta sulla panchina dell'Al-Itthiad, vince la Saudi Professional League 2006-2007.
L'anno seguente torna al Qatar SC, con cui ottiene il quarto posto della Qatar Stars League 2007-2008.
Nel 2008 Davidovic ritorna in Belgio per sedersi per la terza volta sulla panchina dell'Anversa, con cui ottiene il terzo posto nella Tweede klasse 2008-2009.
Nel 2010 Davidovic è chiamato per la quinta volta a sedersi sulla panchina dell'Al-Itthiad, che guiderà sino al 2012.

## Palmarès

### Calciatore

#### Competizione nazionali
- Campionato jugoslavo di calcio: 2

Partizan Belgrado: 1963, 1965
- NPSL I: 1

Oakland Clippers: 1967

### Allenatore

#### Competizione nazionali
- Campionato emiratino di calcio: 1

Al-Wasl: 1992
- Campionato saudita di calcio: 4

Al-Itthiad: 1997, 1999, 2001, 2007
- Coppa della Corona del Principe saudita: 2

Al-Itthiad: 1997, 2001
- Coppa del Presidente degli Emirati Arabi Uniti: 2

Sharjah: 1998
Al-Wahda: 2000
- Coppa Principe Faysal Bin Fahd:

Al-Itthiad: 2000

#### Competizioni internazionali
- Coppa delle Coppe dell'AFC:

Al-Itthiad: 1999